# Noriko Anno
Noriko Anno (n. 23 mai 1976, Fukue⁠(d), San'yōdō⁠(d), Japonia) este o sportivă ce a reprezentat Japonia, medaliată olimpică. A participat la 3 ediții ale Jocurilor Olimpice (1996, 2000, 2004) în care a câștigat o medalie de aur.